# Katia Lova
Katia Lova née Ecaterina Lolova le 31 Décembre 1916 à Sofia, et morte le 23 mai 1994 à Cannes, est une actrice française d'origine bulgare.

## Biographie
Son père Athanasoff Loloff, avait étudié la médecine et l'art dentaire à Montpellier, puis il pratique en France et à l'hôpital de Genève en Suisse. Sa mère s'appelait Mathilde Deléchaut et était de Suisse. Elle a un frère Vassil dit "Vosko".
Elle épousa Christian Bernadac, avocat, puis ils divorcèrent. Elle épouse ensuite en 1949, L. Coustillas, un riche homme d'affaires, à la réputation sulfureuse[réf. nécessaire], dont elle a eu deux enfants : Ariane (née en 1951) et Brice (né en 1952) qui a joué dans le film "Le grand chef" sous le pseudonyme de Joel Papouf, le rôle d' Éric Jumelin, aux côtés de Fernandel et Gino Cervi.

## Filmographie

### Cinéma
- 1931 : À mi-chemin du ciel d'Alberto Cavalcanti
- 1932 : Les As du turf de Serge de Poligny
- 1933 : Primerose de René Guissart : Une parente
- 1934 : Nuit de mai de Gustav Ucicky et Henri Chomette : Josefa
- 1934 : Le Coup de parapluie de Victor de Fast et Pierre-Jean Ducis (Court métrage)
- 1934 : Turandot, princesse de Chine de Gerhard Lamprecht et Serge Veber
- 1937 : Claudine à l'école de Serge de Poligny : La grande Anaïs
- 1938 : Les Nouveaux Riches d'André Berthomieu : Evelyne Ancelier
- 1938 : Le Révolté de Léon Mathot: Marie-Luce
- 1939 : La vie est magnifique, de Maurice Cloche : Marie-France
- 1942 : Mélodie pour toi de Willy Rozier : Marie
- 1943 : Le Brigand gentilhomme d'Émile Couzinet : Ginesta
- 1950 : La Danseuse de Marrakech de Léon Mathot : Sonia

## Publication
- À tort ou à raison, 1955